# LFG V 130
Die LFG V 130 Strela-Land war ein deutsches Passagierflugzeug der Luftfahrzeug-Gesellschaft mbH. Sie wurde aus dem Schwimmerflugzeug V 13 entwickelt und in einer kleineren Stückzahl gebaut.

## Entwicklung
Die LFG-Werft in Stralsund entwarf die Landversion der V 13, die sich nur durch das Fahrwerk und ein geändertes Leitwerk von dieser unterschied, im Jahr 1924. Es wurde vorerst nur ein Flugzeug mit der Werknummer 90 mit einem Benz-IIIa-Motor gebaut und auf der von der LFG betriebenen Flugstrecke Hamburg–Stettin–Danzig, die auch mit V 13 beflogen wurde, eingesetzt. Am 15. Mai 1925 wurde in Stettin die Luftverkehr Pommern GmbH als Tochterunternehmen der Stralsunder Werft für den Betrieb dieser Fluglinie und zur Bedienung einzelner Kreise, Städte und Seebadeorte im Ostseeraum gegründet. Die neue Gesellschaft benötigte dafür ein schnell lieferbares und preiswertes Passagierflugzeug und so wurde bei der LFG eine Bestellung über sieben weitere V 130 aufgegeben, die die Namen von Küstenstädten im Ostseeraum erhielten und deren Lieferung noch im gleichen Jahr erfolgte. Ein Exemplar erhielt ein britisches Puma-Triebwerk, zwei den bereits in der V 13 genutzten Motor Benz Bz IV und vier den BMW IV. Die Flugzeuge wurden bis 1927 genutzt und dann von der Deutschen Luft Hansa übernommen. Die von den Flugzeugführern als „Luftkuh“ bezeichnete V 130 war trotz der geringen Geschwindigkeit – ein Flug von Berlin nach Stettin dauerte bis zu 90 Minuten – ob ihrer Zuverlässigkeit und des stabilen Flugverhaltens auch bei böigem Wetter recht beliebt.
Einige Flugzeuge erhielten im Laufe ihrer Dienstzeit verschiedene Antriebe: Als erstes erhielt die D–547 im März 1928 anstelle des BMW IV das britische Puma-Triebwerk. Dann bekam die anfangs mit einem Benz IV ausgestattete D–796 im März 1929 einen Junkers L 5 und im Juni 1930 einen BMW IV eingesetzt. Sie ist noch im August 1931 in Berlin nachweisbar. Die D–810 erhielt im Juni 1930 einen L 5 und wurde nach Breslau verkauft.
Wohin die letzte gebaute V 130 mit einem BMW-IV-Motor und dem Kennzeichen D–755 geliefert wurde, ist nicht bekannt.
Die Flugzeuge des Luftverkehr Pommern
| Werknummer | Kennzeichen | Name       | Antrieb       |
| ---------- | ----------- | ---------- | ------------- |
| 92         | D–455       | Franzburg  | Siddeley Puma |
| 93         | D–525       | Greifswald | BMW IV        |
| 94         | D–547       | Randow     | BMW IV        |
| 95         | D–588       | Kolberg    | BMW IV        |
| 109        | D–759       | Stralsund  | Benz IV       |
| 110        | D–796       | Stettin    | Benz IV       |
| 112        | D–810       | Stolp      | BMW IV        |

## Aufbau
Die V 130 war ein verspannter, dreistieliger Doppeldecker in Holzbauweise und einem sperrholzbeplankten Rumpf. Sie besaß einen rechteckigen Querschnitt, eine geschlossene Passagierkabine und eine offene Pilotenkanzel, in der sich auch der Kraftstoffbehälter befand. Die Kabine konnte durch eine Tür auf der linken Seite betreten werden. Die oberen und unteren Tragflächen bestanden aus einem mit Stoff bespannten Holzgerüst, waren durch I-Stielpaare in drei Ebenen je Seite verbunden und mit Spanndrähten ausgekreuzt. Beide verfügten über durch Stoßstangen verbundene Querruder. Zwischen den beiden Kastenholmen befanden sich Stahlrohrverstrebungen. Der untere Flügel war an der Unterkante des Rumpfes angeschlossen, während der Oberflügel durch einen Spannturm mit dem Rumpf verbunden war. Das in Normalbauweise ausgeführte, abgestrebte Leitwerk besaß ein geteiltes Höhen- und ein über der Seitenflosse ansetzendes und mit der Unterkante des Rumpfes abschließendes Seitenruder. Beide waren mit Stoff bespannte Stahl- und Duraluminiumkonstruktionen, wogegen Höhen- und Seitenflosse aus Holz und Stoff bestanden. Das starre Fahrwerk mit Gummidämpfung bestand aus den mit einer Achse verbundenen Haupträdern und einem Schleifsporn am Heck. Für den Einsatz von Wasserflächen konnten sie durch zwei Schwimmer ersetzt werden.

## Technische Daten
| Kenngröße             | Daten (mit BMW IV)                            | Daten (mit Bz IV)                             |
| --------------------- | --------------------------------------------- | --------------------------------------------- |
| Besatzung             | 1                                             | 1                                             |
| Passagiere            | 4–5                                           | 4–6                                           |
| Spannweite            | 17,50 m                                       | 17,50 m                                       |
| Länge                 | 10,20 m                                       | 10,30 m                                       |
| Höhe                  | 3,48 m                                        | 3,48 m                                        |
| Flügelfläche          | 70,00 m²                                      | 70,00 m²                                      |
| Flächenbelastung      | 31,4 kg/m²                                    | 30,00 kg/m²                                   |
| Leistungsbelastung    | 10,0 kg/PS                                    | 9,55 kg/PS (12,96 kg/kW)                      |
| Flächenleistung       |                                               | 3,14 PS/m² (2,30 kW/m²)                       |
| Rüstmasse             | 1343 kg                                       | 1343 kg                                       |
| Nutzlast              |                                               | 432 kg                                        |
| Zuladung              | 792 kg                                        | 757 kg                                        |
| Startmasse            | 2135 kg                                       | 2100 kg                                       |
| Antrieb               | ein wassergekühlter Sechszylinder-Reihenmotor | ein wassergekühlter Sechszylinder-Reihenmotor |
| Typ                   | BMW IV                                        | Benz Bz IV                                    |
| Dauerleistung         | 230 PS (169 kW) bei 1400/min                  | 200 PS (147 kW) bei 1300/min                  |
| Höchstgeschwindigkeit | 145 km/h                                      | 135 km/h in Bodennähe                         |
| Reisegeschwindigkeit  |                                               | 120 km/h in Bodennähe                         |
| Landegeschwindigkeit  | 70 km/h                                       | 70 km/h                                       |
| Steiggeschwindigkeit  | 1,5 m/s                                       | 2,00 m/s                                      |
| Dienstgipfelhöhe      | 3500 m                                        | 3500 m                                        |
| Reichweite            | maximal 800 km                                | 600 km                                        |
| Flugdauer             |                                               | maximal 5 h                                   |